# 認知偏誤
認知偏誤，或作認知偏差、認知偏見等，是一種在判斷中偏離規範（英語：norm，哲學術語）或理性的系統模式。個人根據他們對輸入的感知創造他們自己的“主觀現實”。個人對現實的建構，而不是客觀輸入，可能會決定他們在世界上的行為。因此，認知偏差有時可能會導致知覺扭曲、不准確的判斷、不合邏輯的解釋或廣義上的非理性（英語：irrationality）。
儘管這種誤解看起來像是失常，但偏見可以幫助人類找到共同點和捷徑，以幫助處理生活中的常見情況。
一些認知偏差大概是適應性的。認知偏差可能會導致在特定情況下採取更有效的行動。此外，允許認知偏差可以實現更快的決策，當及時性比準確性更有價值時，這可能是可取的，如啟發法所示。其他認知偏差是人類處理能力極限的“副產品”，是由於缺乏適當的心理機制（有限理性）、個人體質和生物狀態的影響（參見體化認知），或僅僅是由於處理資訊能力的極限。
在認知科學、社會心理學和行為經濟學的人類判斷和決策研究的過去累積中，已經確定了一系列不斷發展的認知偏差。 1996年，丹尼爾·康納曼和Tversky發表論文，表示認知偏差對臨床判斷、創業、金融和管理等領域具有有效的實際意義。
人類以外許多物種也被發現存在認知偏差的現象，包括老鼠、狗、恆河猴、綿羊、雞、椋鳥科動物和蜜蜂等。

## 延伸閱讀
- Daniel Kahneman. . Farrar, Straus and Giroux. 2011. ISBN 978-0-374-27563-1.